# Katharina Boll-Dornberger
Katharina Boll-Dornberger (geboren 2. November 1909 in Wien, Österreich-Ungarn; gestorben 27. Juli 1981 in Ost-Berlin), auch als Käte Dornberger-Schiff bekannt (geb. Schiff, gesch. Dornberger, verehel. Boll), war eine österreichisch-deutsche Physikerin. Mit ihrer Forschung trug sie zur Etablierung des Fachgebiets der Kristallstrukturanalyse in der Deutschen Demokratischen Republik (DDR) bei. Auf ihre Arbeiten geht unter anderem das Konzept der sogenannten Order-Disorder-Strukturen in der Kristallographie zurück.

## Leben und beruflicher Werdegang
Katharina Boll-Dornberger wurde 1909 in Wien als Tochter von Alice Friederike und Walter Karl Schiff geboren. Sie studierte in den Jahren 1928 und 1929 Physik und Mathematik an der Universität Wien sowie von 1929 bis 1933 an der Universität Göttingen. 1934 promovierte sie mit einer noch in Göttingen verfassten Arbeit zur Kristallstrukturanalyse von wasserfreiem Zinksulfat an der Wiener Universität, an der sie anschließend bis 1937 als Assistentin tätig war. Im gleichen Jahr emigrierte sie nach Großbritannien, wo sie von 1937 bis 1938 bei Marcus Oliphant an der University of Birmingham, von 1938 bis 1939 bei John Desmond Bernal an der University of London und von 1941 bis 1943 sowie von 1944 bis 1946 bei der späteren Nobelpreisträgerin Dorothy Crowfoot Hodgkin an der University of Oxford tätig war. Zwischenzeitlich unterrichtete sie von 1943 bis 1944 an einer Mädchenschule in Oxford.

## Karriere
Nach dem Ende des Zweiten Weltkrieges kehrte sie 1946 nach Deutschland zurück, wo sie ab 1947 zunächst als Dozentin an der Hochschule für Baukunst in Weimar tätig war. Ein Jahr später wechselte sie an das neugegründete Institut für Medizin und Biologie der Deutschen Akademie der Wissenschaften zu Berlin (DAW) in Berlin-Buch. Sie habilitierte sich 1953 an der Humboldt-Universität zu Berlin, an der sie ab 1954 als Dozentin arbeitete. ab 1956 als Professorin und ab 1960 als Professorin mit vollem Lehrauftrag für Spezialgebiete der Physik / Kristallographie wirkte. Von 1955 bis 1956 leitete sie die Arbeitsstelle für Kristallanalyse der Deutschen Akademie der Wissenschaften in Berlin-Adlershof sowie von 1956 bis 1968 als Direktorin das dortige Institut für Strukturforschung. Anschließend fungierte sie von 1968 bis 1969 als Forschungsdirektorin des Zentralinstituts für physikalische Chemie der DAW, an dem sie nach ihrer Emeritierung im Jahr 1970 als wissenschaftliche Mitarbeiterin tätig war. Sie starb 1981 in Berlin.

## Politik
Katharina Boll-Dornberger war ab 1928 Mitglied der Kommunistischen Partei Österreichs (KPÖ), ab 1931 der Kommunistischen Partei Deutschlands (KPD) und ab 1947 der Sozialistischen Einheitspartei Deutschlands (SED).

## Forschungsschwerpunkt
Katharina Boll-Dornberger gilt aufgrund ihrer wissenschaftlichen Arbeiten zur Struktur von anorganischen Kristallen und von Proteinen als Mitbegründerin der Kristallstrukturanalyse in der Deutschen Demokratischen Republik (DDR) und als prominenteste Kristallographin in der Wissenschaftsgeschichte des Landes. Internationale Anerkennung erlangte sie durch die Entwicklung und Einführung des Konzepts der sogenannten Order-Disorder-Strukturen in die Kristallographie.

## Auszeichnungen und Würdigung

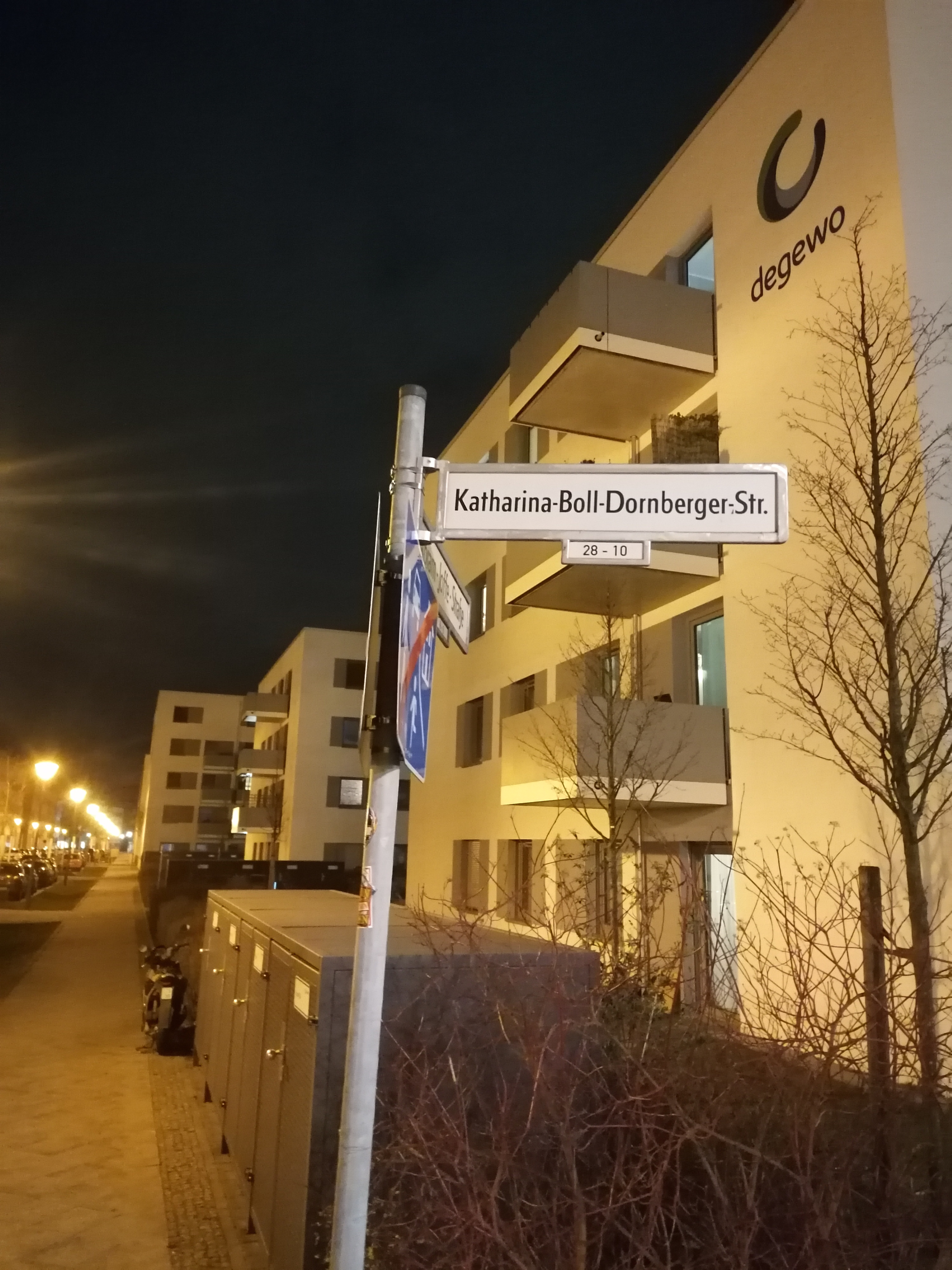
Straßenschild Katharina Boll-Dornberger-Str. in Berlin-Adlershof

Sie erhielt 1959 den Vaterländischen Verdienstorden sowie ein Jahr später den Nationalpreis der DDR. In Berlin-Adlershof trägt eine Straße ihren Namen.

## Werke (Auswahl)
- Globular Protein Molecules; Their Structure and Dynamic Properties. Berlin 1960 (als Mitautorin)
- Grundzüge einer Theorie der OD-Strukturen aus Schichten. Berlin 1964